# Vol Sabena 712
Dimensions
L'accident aérien du 13 juillet 1968 à Lagos au Nigeria survient lorsque le Boeing 707 de la compagnie nationale belge de la Sabena s'écrase, de nuit, lors de la phase d'approche de l'aéroport de Lagos. Les sept membres d'équipage sont tués et l'avion est détruit par les flammes. Dans ses conclusions, l'enquête nigériane relève que, pour une cause indéterminée, l'avion est descendu en dessous de son altitude minimale de sécurité et a heurté les arbres 14 kilomètres au nord de Lagos. Certains témoins affirment que l'avion était en feu avant de toucher le sol. Tandis que le pays est dévasté par la guerre du Biafra et bien qu'un embargo sur les ventes d'armes à destination du Nigeria ait été décidé par la Belgique, l'avion cargo qui transporte 35 tonnes d'armement s'écrase au sol. Malgré des interpellations parlementaires, peu d'informations officielles ont été apportées sur ce crash.

## Historique du vol

Phase d'approche du Boeing 707 et impact au sol à 14 kilomètres (8.8 miles) au nord de l'aéroport de Lagos, le 13 juillet 1968 à du matin.

Le vol C 712 était un vol cargo international non régulier qui devait relier Bruxelles à Lagos pour le compte du gouvernement fédéral nigérian avec à son bord 34 994 kilos de fret. Le vol devait durer 6 h 9 min.
Cinq membres d'équipage et deux passagers (PAX) sont à bord : le commandant de bord, Pol Taminiaux (45 ans) ; le copilote, Jacques Ruwet (37 ans) ; le navigateur, Paul Deynckens (45 ans) ; l'opérateur radio, Charles Tytgat (56 ans) ; l'ingénieur de vol, Robert Laroche (42 ans) ; le mécanicien, Marcel Vanhemelryck et le load master, Marcel Verhulst.

L'avion quitte l'aéroport de Zaventem, le 12 juillet 1968 à 21 h 52 GMT. Le vol se déroule normalement et à 3 h 25, le copilote établit le contact avec la tour de contrôle de Lagos. Le copilote donne un ETA (Estimated time of arrival) de 3 h 55. Il demande ensuite les conditions climatiques et obtient les informations suivantes : 

« Vent : 210 degrés/3 nœuds ; visibilité : 16 kilomètres ; 5/8 stratocumulus 270 mètres, 7/8 altostratus 2 400 mètres, orage temporaire, 1/8 cumulonimbus 2 000 pieds; QNH : 1 012 mb ; température 24 degrés. »

 À 3 h 36, l'avion demande une clairance de descente et l'ayant obtenue, entame une descente de FL330 à FL60 (soit de 33 000 pieds à 6 000 pieds). Trois minutes plus tard, tandis qu'il est à 27 500 pieds l'avion dit survoler la balise Ibadan qui n'est pourtant pas opérationnelle. L'aéroport attribue la piste 19 au vol. À 3 h 41, l'avion est à 50 miles au nord de Lagos, il obtient une nouvelle clairance jusqu'à 2 200 pieds. Il lui est demandé de reprendre contact lorsque la piste sera en vue. De petites irrégularités révélées par l'étude approfondie des paramètres de vol enregistrés par l'enregistreur de vol font penser que le pilote automatique est débranché à ce moment. L'avion réduit sa vitesse et réévalue sa vitesse de descente à 2 000 pieds par minute. À 3 h 50, l'avion passe à un mile à l'est de l'aéroport faisant cap au sud à une altitude de 15 000 pieds, ayant effectué un virage conventionnel au-dessus de Lagos, l'avion passe à nouveau au-dessus de l'aéroport, à 3 h 54, à une altitude de 9 000 pieds. À 3 h 56 l'avion réduit sa vitesse de descente à 1 500 pieds par minute et à 3 h 56 entame, par un second virage conventionnel, la phase finale d'approche. Il informe la tour et demande les conditions de vent au sol : vent calme. L'aiguilleur demande au pilote de signaler lorsque la piste est en vue. À 3 h 59, l'avion demande que les feux de piste soient placés à leur maximum d'intensité, le contrôleur explique que les feux de faible intensité ne sont pas réglables. Ce fut le dernier échange, l'avion s'écrase dans une zone marécageuse et peu habitée (à l'époque) à 8 miles et demi au nord de l'aéroport à 4 h 0. Les sept membres d'équipage sont tués sur le coup, l'avion est en feu.
La presse est maintenue à l'écart,, les secours atteignent le site à 17 h. À 22 h 30, la BBC annonce : « un avion de transport belge à réaction de la Sabena, à destination du Nigeria, s'est écrasé près de Lagos ».

## Répercussions
Les familles des sept personnes tuées dans l'accident ne reçoivent que très peu d'informations sur les causes de la disparition de leur parent. Les autorités belges, la Sabena semblent frappées de mutisme. Le malaise est bien réel et Constant De Clercq (nl), sénateur CVP, lequel CVP est à la manœuvre puisque le gouvernement en place est emmené par Gaston Eyskens, parlera d'un coup de tonnerre dans le ciel politique. C'est que cet accident tombe on ne peut plus mal. Le 4 juillet 1968, le ministre des Affaires étrangères, Pierre Harmel avait annoncé un embargo (un gel des octrois de licences en fait) sur les ventes d'armes à destination du Nigeria alors en pleine guerre du Biafra. En effet, le Royaume-Uni et la Belgique soutenaient le gouvernement nigérian tandis que la France, si officiellement elle avait décrété un embargo pour les deux parties, ne cachait pas ses sympathies pour les Igbos et Charles de Gaulle voyait d'un bon œil le morcellement du territoire nigérian pour en diminuer la puissance. L'opinion publique belge et internationale se scandalisait du sort réservé aux Igbos mourant de faim lorsqu'ils n'étaient pas tués. Les livraisons d'armes belges de la FN Herstal sont donc suspendues. Une semaine plus tard, Pierre Harmel revient un peu sur cette décision et explique au Sénat qu'un reste relativement petit de livraison d'armes devrait être honoré parce que les licences avaient déjà été accordées. Ce reliquat n'est pourtant pas insignifiant puisqu'il s'agit de cent tonnes d'armement qui seront acheminées, de nuit, par 3 vols-cargo de la compagnie d'aviation belge Sabena. Un premier vol est planifié, il embarque 35 tonnes d'armement à destination du gouvernement fédéral Nigérian et c'est celui-ci qui s'écrase, le 13 juillet 1968 au nord de Lagos, à 4 h 0 du matin.
En 1993, Michel Vincineau, professeur à l'Université libre de Bruxelles, dans son article consacré à la législation sur le commerce des produits de guerre explique qu'à peine 6 jours après le crash, la loi belge fut modifiée et que cette modification fut adoptée à la hâte : « cette réforme s’expliquait en raison du fait que, le 13 juillet 1968, en pleine guerre du Biafra, un avion-cargo de la Sabena s’était écrasé à proximité de Lagos avec à son bord quarante tonnes d’armes destinées au Gouvernement nigérien. Il s’agissait du premier tiers d’une commande de cent tonnes. Cet accident apportait un démenti cinglant au ministre des Affaires étrangères : celui-ci avait, deux jours auparavant, affirmé au Sénat que les licences accordées pour l’exportation d’armes vers le Nigeria ne couvraient que des « résidus relativement peu importants », »
La loi modifiée, l'embargo est désormais ferme et les 66 tonnes d'armement entreposées dans les hangars de Zaventem sont placées sous la surveillance de l'Armée belge.

## Enquêtes
L'avion de la Sabena a heurté les arbres d'une colline qui s'élève à 70 mètres d'altitude, soit une trentaine de mètres au-dessus du niveau de l'aérodrome de Lagos, à 14 kilomètres au Nord de celui-ci et dans un axe quasiment aligné avec la piste 19.
Deux jours après l'accident, cinq experts de la Sabena sont dépêchés sur place. Leur rapport d'enquête n'a, à ce jour, laissé aucune trace.

(Hypothèse 2) - Un effet de terrain, par exemple, peut altérer le signal reçu d'une balise non directionnelle.

Le ministère des transports nigérian assisté d'experts britanniques rédige un rapport selon les standards de l'Organisation de l'aviation civile internationale. Ce dernier transmet ses conclusions treize mois plus tard, en août 1969:
Les enquêteurs britanniques et nigérians ont constaté lors de l'approche que l'avion avait adopté un haut taux de descente qui a perduré jusqu'à ce que l'avion percute le sol. Il leur est apparu nécessaire d'étudier ce fait qui a conduit l'avion à descendre sous l'altitude minimale de sécurité. Ils ont envisagé trois causes possibles pour expliquer ce fait:
- L'accident était inévitable en raison d'une défectuosité de l'avion ou de ses instruments[1].
- C'était une descente délibérée parce que les pilotes ont, erronément, pensé que le contact avec le seuil de piste était proche[1].
- C'était une descente fautive parce que l'altitude réelle de l'avion a mal été établie[1].

Les trois hypothèses ont été investiguées mais aucune d'entre elles n'a pu être retenue. Et les enquêteurs de conclure:

« L'accident a été causé parce que l'avion est descendu sous son altitude de sécurité pour des raisons qui n'ont pas pu être déterminées,. »

Le rapport ne mentionne pas la cargaison particulière que transportait OO-SJK cette nuit-la, ce qui aurait dû pourtant orienter partie des investigations lors de cette enquête.
Un violent orage est également évoqué comme ayant pu être à l'origine de la catastrophe mais il s'est déclenché une heure et quinze minutes après que l'avion ait heurté le sol. Cette piste est également écartée par le rapport nigérian. En effet, des témoins oculaires ont rapporté qu'il ne pleuvait pas au moment de l'impact et qu'il n'y avait pas d'orage. Des orages ont été constatés plus au Nord, Nord-Ouest et la pluie ne s'est mise à tomber sur l'aéroport de Lagos qu'après l'accident. Il faisait encore nuit et la lune en était à son dernier quartier. Le soleil s'est levé à 5 h 50.

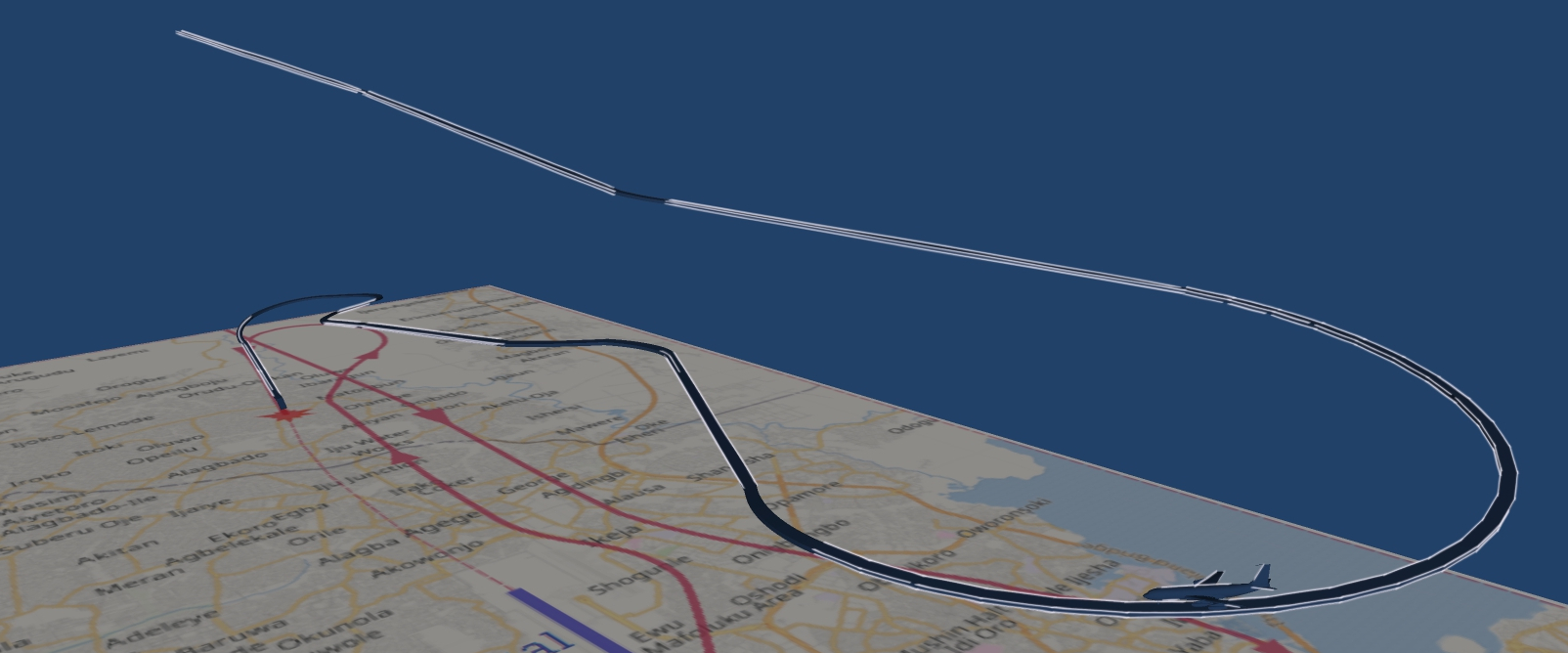
Illustration 3D de l'approche finale du Boeing de 3:47 à 4:00, heure d'impact avec le sol (à cette échelle, l'avion devrait être 14 fois plus petit).

| Heure    | alt (pieds) | alt (mètres) | nœuds | km/h   |
| -------- | ----------- | ------------ | ----- | ------ |
| 03:49:00 | 15107       | 4604         | 273   | 505,60 |
| 03:51:30 | 10934       | 3333         | 267   | 494,48 |
| 03:54:00 | 8985        | 2738         | 185,5 | 343,55 |
| 03:55:30 | 6141        | 1872         | 197,7 | 366,14 |
| 03:56:00 | 4543        | 1385         | 205,7 | 380,96 |
| 03:56:50 | 3500        | 1067         | 193,2 | 357,81 |
| 03:57:30 | 2429        | 740          | 190,5 | 352,81 |
| 03:57:40 | 2290        | 698          | 190   | 351,88 |
| 03:58:00 | 1720        | 524          | 193   | 357,44 |
| 03:58:30 | 1295        | 395          | 175   | 324,10 |
| 03:59:00 | 837         | 255          | 159   | 294,47 |
| 03:59:27 | 416         | 127          | 158   | 292,62 |
| 03:59:30 | 387         | 118          | 158,7 | 293,91 |

## De nos jours
Le 16 février 2015, le député Dirk Van der Maelen, interpelle le vice-premier ministre et ministre des Affaires étrangères et européennes à propos du Crash du Boeing 707-329C de la Sabena le 13 juillet 1968.

« 1. Les membres de la Chambre peuvent-ils obtenir une
copie des documents pertinents pouvant élucider les questions suivantes :

a) pourquoi, alors que les mauvaises conditions météorologiques sur la route aérienne concernée étaient connues, l'avion cargo a-t-il obtenu l'autorisation de décoller de Zaventem ;

b) que contenaient les soutes de l'avion ;

c) quelles sont les causes précises de la catastrophe ;

d) dans quelles conditions les victimes ont-elles été rapatriées ?

2. Dans l'affirmative, pouvez-vous me faire parvenir ces documents ?

3. Pouvez-vous fournir un récapitulatif des initiatives prises par la Sabena et les autorités diplomatiques belges à la suite de cet accident aérien »

Il obtient, le 20 avril 2015, la réponse suivante : « Je peux vous confirmer qu'il y encore quelques documents dans les archives de mon département concernant le Boeing 707 Sabena qui s'est écrasé le 13 juillet 1968 près de Lagos. Ces documents peuvent être consultés au Département […] »
Le 13 mars 2019, deux historiens signent un article dans le Knack, Brecht Castel et Gert Huskens qui ont eu accès aux pièces figurant encore au dossier, réalisent un état des lieux des ventes d'armes effectuées par la Belgique et d'autres pays à cette époque et reviennent sur les circonstances de l'accident et les questions toujours pendantes à ce jour.
À la suite de la parution de l'article, Dirk Van der Maelen interpelle à nouveau le parlement, le 22 mars 2019, en réitérant ses demandes de renseignements, notamment en ce qui concerne le rapport des experts de la Sabena avant de conclure en disant : « Eu égard au manque d'informations communiquées à l'époque et aux éléments divulgués récemment, estimez-vous qu'il serait possible de constituer un nouveau dossier d'information et de le transmettre aux familles des sept membres d'équipage? »
Sa demande est restée lettre morte.